# Clare Fischer
Pour les articles homonymes, voir Fisher.
Douglas Clare Fischer dit Clare Fischer, né le 22 octobre 1928 à Durand (Michigan), et mort le 26 janvier 2012 à Los Angeles (Californie), est un compositeur, arrangeur, pianiste, claviériste et chef d'orchestre américain de jazz.
Il est notamment connu pour avoir travaillé avec des artistes de rhythm and blues et de pop. Parmi eux Rufus & Chaka Khan, Michael Jackson, Paul McCartney, Robert Palmer, Céline Dion et, sur une longue durée, Prince. Dans le monde du jazz, il a collaboré entre autres figures avec Donald Byrd, Dizzy Gillespie, Herbie Hancock et des musiciens latino-américains, comme Cal Tjader, João Gilberto ou Moacir Santos,,.

## Biographie
Né dans le Michigan en 1928, il entame des études musicales en 1942 au "Michigan State College". Il écrit des arrangements pendant son service militaire à West Point. Il s'installe en 1957 à Los Angeles et accompagne au piano des chanteurs. Il compose quelques arrangements pour Dizzy Gillespie et Donald Byrd puis monte un trio avec Gary Peacock à la contrebasse et Gene Stone à la batterie. Il fait partie en 1963 du sextette de Cal Tjader puis forme un big band en 1968. Il collabore ensuite avec le quartette vocal The Hi-Lo's (en) et le groupe latino "Salsa Picante". Il travaille dans les années 1982 avec le chanteur Prince.

## Vie privée
Ses parents avaient des origines allemande, française et britannique. Il est l'oncle d'André Fischer, le batteur du groupe Rufus & Chaka Khan. Clare Fischer et son épouse Donna ont eu trois enfants : Brent (lui-même compositeur et arrangeur), Lee et Tahlia. Avec le premier d'entre eux, il a enregistré plusieurs albums durant les dernières années de sa carrière.

## Discographie

### En tant que leader ou artiste principal

#### Années 1960
| Année | Titre                         | Label         | Note , |
| ----- | ----------------------------- | ------------- | --- |
| 1961  | Jazz                          | ?             | — |
| 1962  | Bossa Nova Jazz Samba         | Pacific Jazz  | En duo avec Bud Shank. |
| 1962  | First Time Out                | Pacific Jazz  | — |
| 1963  | Brasamba!                     | Pacific Jazz  | En trio avec Bud Shank et Joe Pass.                                                                                         |
| 1963  | Extension                     | Pacific Jazz  | — |
| 1963  | Surging Ahead                 | Pacific Jazz  | — |
| 1965  | Manteca!                      | Pacific Jazz  | — |
| 1965  | Só Danço Samba                | World Pacific | — |
| 1966  | Easy Livin'                   | Revelation    | — |
| 1967  | Songs for Rainy Day Lovers    | Columbia      | Réédité sous le titre America the Beautiful en 1978, par Discovery.                                                         |
| 1968  | One to Get Ready: Four…to-Go! | Revelation    | — |
| 1969  | Thesaurus                     | Atlantic      | Réédité sous le titre Twas Only Yesterday en 1979, par Discovery. Réédité en 2000 sous le titre original, par Koch Records. |

#### Années 1970
| Année | Titre                                                         | Label      | Note ,                                                                                                |
| ----- | ------------------------------------------------------------- | ---------- | --- |
| 1970  | Great White Hope (& his Japanese Friend)                      | Revelation | — |
| 1970  | Love is Surrender                                             | Light      | Surtitré Ralph Carmichael Presents the Multi-Keyboards of Clare Fischer.                              |
| 1972  | Tell It Like It Is                                            | ?          | — |
| 1972  | T’DA-A-A!.                                                    | Revelation | - Paru en 1975 selon Discogs. - Réédité en 1979 ou 1980 sous le titre Clare Fischer & EX-42, par MPS. |
| 1972  | In the Reclamation Act of 1972!                               | Revelation | — |
| 1975  | Music Inspired by the Kinetic Sculpture of Don Conard Mobiles | CF         | — |
| 1976  | The State of His Art                                          | Revelation | — |
| 1977  | Clare Declares                                                | MPS        | Parution allemande.                                                                                   |
| 1977  | Alone Together                                                | MPS        | - Parution allemande (en 1975 selon cdbaby.com). - Réédité en 1980 par Discovery.                     |
| 1979  | Salsa Picante                                                 | MPS        | Parution européenne. Réédité en 1980 par Discovery.                                                   |
| 1979  | Jazz Song                                                     | Revelation | — |

#### Années 1980
| Année | Titre                                     | Label      | Note,                    |
| ----- | ----------------------------------------- | ---------- | ------------------------ |
| 1980  | Duality                                   | Discovery  | —                        |
| 1982  | Head, Heart and Hands                     | Revelation | —                        |
| 1983  | Starbright                                | Discovery  | En duo avec Gary Foster. |
| 1984  | Whose Woods Are These?                    | Discovery  | Avec Gary Foster.        |
| 1987  | Clare Fischer Plays — By and with Himself | Discovery  | —                        |
| 1987  | Blues Trilogy                             | ?          | —                        |
| 1988  | Waltz                                     | ?          | —                        |

#### Années 1990-2000
| Année        | Titre                                      | Label                     | Note ,                                   |
| ------------ | ------------------------------------------ | ------------------------- | ---------------------------------------- |
| 1990         | Lembranças (Remembrances)                  | Concord Jazz              | —                                        |
| 1995         | Just Me — Solo Piano Excursions            | Concord Jazz              | —                                        |
| 1997 ou 1998 | The Latin Side                             | Koch Jazz                 | Parution autrichienne.                   |
| 1998         | Clare Fischer's Jazz Corps                 | Clare Fischer Productions | —                                        |
| 1999         | Symbiosis                                  | Clare Fischer Productions | Avec Helmio Delmiro.                     |
| 2001         | Bert van den Brink Invites Clare Fischer   | Challenge                 | En duo scénique avec Bert van den Brink. |
| 2001         | After the Rain                             | Clare Fischer Productions | —                                        |
| 2002         | On a Turquoise Cloud                       | Clare Fischer Productions | —                                        |
| 2005         | Introspectivo                              | M&L Music                 | —                                        |
| 2006         | A Family Affair                            | ?                         | Avec son fils Brent Fischer.             |
| 2013         | Music for Strings, Percussion and the Rest | Clavo                     | Avec Brent Fischer et Gary Foster.       |
| 2015         | Ouf of the Blue                            | Audio & Video Labs        | —                                        |

#### Avec les formations Salsa Picante, 2+2 ou «Latin Jazz Sextet»
| Année        | Titre                                       | Label     | Note,                                                             |
| ------------ | ------------------------------------------- | --------- | ----------------------------------------------------------------- |
| 1980         | Machaca                                     | MPS       | Parution allemande. Réédité en 1981 par Discovery.                |
| 1981         | Clare Fischer and Salsa Picante Present 2+2 | Pausa     | —                                                                 |
| 1982         | And Sometimes Voices (Voces a Veces)        | Discovery | —                                                                 |
| 1985         | Crazy Bird                                  | Discovery | —                                                                 |
| 1986         | Free Fall                                   | Discovery | Crédité à « Clare Fischer and His Latin Jazz Sextet "2+2 Plus" ». |
| 1987 ou 1988 | Tjaderama                                   | Discovery | Crédité à « Clare Fischer and His Latin Jazz Sextet ».            |

### Compilations
| Année | Titre                                       | Label       | Note,                                                                            |
| ----- | ------------------------------------------- | ----------- | -------------------------------------------------------------------------------- |
| 1992  | Memento                                     | ?           | —                                                                                |
| 1999  | Latin Patterns — The Legendary MPS Sessions | Motor Music | —                                                                                |
| 2005  | Mosaic Select: The Pacific Jazz Piano Trios | Mosaic      | Contient également des titres de Russ Freeman, Richard Twardzik et Jimmy Rowles. |

### Participations en tant que chef d'orchestre et/ou arrangeur

#### AvecCal Tjader
- 1961 : Cal Tjader Plays Harold Arlen
- 1961 : West Side Story
- 1962 : Cal Tjader Plays the Contemporary Music of Mexico and Brasil
- 1962 : Cal Tjader-Plays Mary Stallings-Sings
- 1963 : Soña Libré
- 1965 : Soul Sauce

#### AvecRufus&Chaka Khanet Chaka Khan en solo
- 1974 : Rufusized
- 1975 : Rufus Featuring Chaka Khan
- 1977 : Ask Rufus
- 1978 : Street Player
- 1998 : Come 2 My House

#### AvecPrinceet artistes associés
- 1985 : The Family de The Family
- 1986 : Parade
- 1987 : Sign o' the Times
- 1987 : Morris Day (The Time), Daydreaming
- 1987 : Jill Jones de Jill Jones
- 1989 : Batman
- 1990 : Graffiti Bridge
- 1991 : Diamonds and Pearls
- 1991 : Times Squared d'Eric Leeds
- 1992 : Love Symbol
- 1993 : The Hits / The B-Sides (sur le titre inédit Pink Cashmere)
- 1997 : Kamasutra
- 1998 : Crystal Ball
- 1998 : Newpower Soul
- 1999 : The Vault...Old Friends 4 Sale
- 1999 : GCS 2000 de Larry Graham
- 1999 : Rave Un2 the Joy Fantastic
- 2004 : Musicology
- 2006 : 3121
- 2009 : Elixer de Bria Valente (cf. Lotusflower)[12]

#### Autres
- 1962 : George Shearing, Shearing Bossa Nova
- 1963 : Joe Pass, Catch Me!
- 1966 : Sérgio Mendes, The Great Arrival
- 1972 : Moacir Santos, Maestro
- 1975 : Moacir Santos, Carnival of the Spirits
- 1979 : Carlos Santana, Oneness
- 1980 : Jermaine Jackson , Jermaine
- 1982 : Donald Byrd, September Afternoon (enregistré en 1957)
- 1986 : Stanley Clarke , Hideaway
- 1989 : Paul McCartney, Flowers in the Dirt
- 1991 : João Gilberto, João
- 1992 : Céline Dion, Céline Dion
- 1992 : Robert Palmer, Ridin' High
- 1993 : Tony! Toni! Toné!, Sons of Soul
- 1994 : Buckshot LeFonque , Buckshot LeFonque
- 1995 : Najee, Plays the Songs from The Key of Life - A Tribute to Stevie Wonder
- 1996 : Natalie Cole, Stardust
- 1996 : Tony! Toni! Toné!, House Of Music
- 1998 : Dominique Dalcan, Ostinato
- 2002 : Brandy, Full Moon
- 2002 : Dru Hill, Dru World Order
- 2002 : Toni Braxton, More Than a Woman
- 2008 : Eric Benét, Love & Life
- 2009 : Michael Jackson, This Is It [13]

## Récompenses professionnelles
Avec son groupe Salsa Picante
- 1981 : Lauréat d'un Grammy award pour l'album 2+2
- 1986 : Lauréat d'un Grammy award pour l'album Free Fall

A titre personnel
- 1999 : Lauréat d'un doctorat honoraire décerné par l'université de l'état du Michigan pour ses nombreuses contributions de développement à l'univers du jazz.

## Source
- Philippe Carles, André Clergeat, Jean-Louis Comolli Dictionnaire du Jazz collection Bouquins, éd.Robert Laffont 1988 p. 335  (ISBN 2-221-04516-5)